# Литературные формы
Литературные формы — группы литературных произведений, объединённых теми или иными формальными и только формальными свойствами (в отличие от литературных жанров, выделение которых основано на совокупности формальных и содержательных признаков).
Граница между формами и жанрами проницаема и исторически изменчива. Так, сонет, на ранних стадиях своего существования тяготевший к жанровой природе (то есть к довольно определённому кругу тем и образов), к XX веку сохранил только некоторые элементы формальной структуры (14 стихотворных строк с определённым строфическим рисунком), а у авторов XXI века «не всегда выдержана схема рифмовки и даже количество строк может меняться», но зато сохраняется «обобщённый образ прежних сонетов, <…> и с этим образом как-то перекликается новое содержание». Напротив, моностих, исходно характеризующийся единственным формальным признаком (однострочное стихотворение), в творчестве Владимира Вишневского приобретает свойства авторского жанра.
В силу большей конвенциональности[неизвестный термин], канонизированности[прояснить] формы в поэзии формальная группировка проходит легче, чем в прозе, в силу чего понятие твёрдой формы, основанной на единстве различных просодических характеристик, оказывается хорошо изученным.[прояснить] В то же время можно говорить о литературных формах в драматургии (например, одноактные пьесы в их противопоставлении многоактным или монопьесы в отличие от пьес с большим количеством действующих лиц).
В прозе границы между жанром и формой оказываются более размытыми: так, вопрос о том, является ли разграничение повести и романа жанровым, формальным или чисто традиционным, остаётся в значительной степени открытым — если В. Г. Белинский замечал, что «повесть есть тот же роман, только в меньшем объёме», то более поздние исследователи указывали на жанровые, то есть как формальные, так и содержательные, различия: так, согласно А. Д. Михайлову, по крайней мере при своём зарождении в XVIII веке повесть сравнительно с романом «не просто меньше по объёму», она использует «иные приёмы разработки сюжета», но в то же время отличается от новеллы тем, что «временна́я протяженность действия была достаточно большой: перед читателем проходила чуть ли не вся жизнь героев».
Споры между сторонниками формального и жанрового понимания хайку сопровождают этот вид стихотворной миниатюры на протяжении всей истории её существования в западной литературной традиции, поскольку в хайку ритмические и строфические характеристики сочетаются со смысловыми и лексическими ограничениями.[значимость факта?]
К литературным формам относят и такое явление, как палиндром (в тех случаях, когда речь идет об авторском художественном произведении, а не об отдельном палиндромическом слове, существующем в языке), поскольку палиндромический текст может быть как стихотворным, так и прозаическим.